# ماهواره دیدبانی زمین

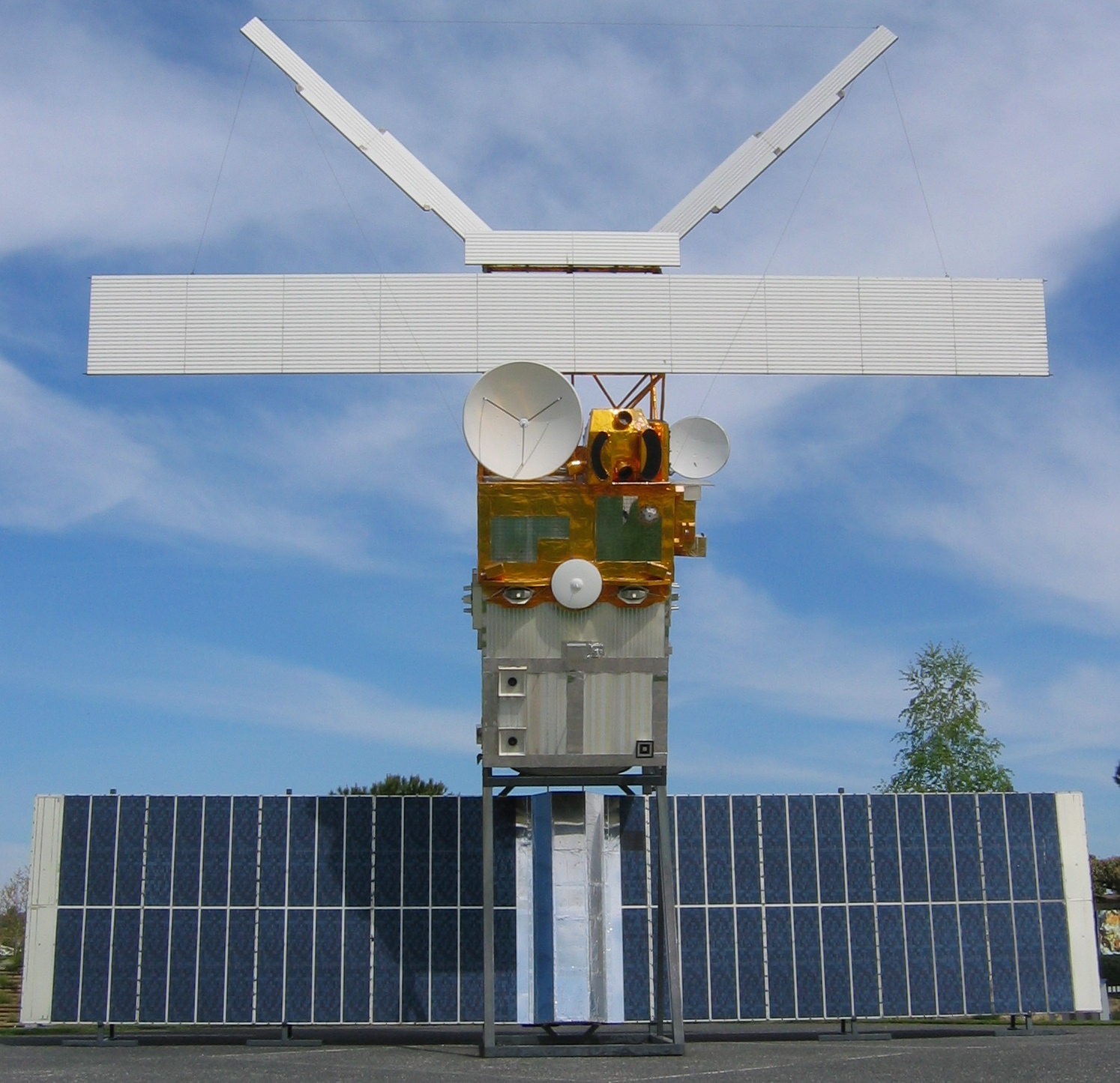
یک ماهوارهٔ دیدبانی زمین، ماهوارهٔ سنجش از دور اروپا

 ماهوارهٔ دیدبانی زمین  (به انگلیسی: Earth observation satellite) مخصوصاً برای مشاهدهٔ کرهٔ زمین از مدارهای بیرون آن طراحی شده‌است که شبیه ماهوارهٔ جاسوسی می‌باشد ولی فرقش با آن این است که برای منظورهای غیرنظامی هم بکار می‌رود مثل نظارت بر محیط طبیعی، هواشناسی، تولید نقشه و غیره. ماهواره‌هایی که دورهٔ چرخش آن‌ها به دور زمین برابر یک شبانه‌روز است می‌توانند بر فراز یک نقطه ثابت باشند و مانیتورینگ یک منطقهٔ خاص را به عهده بگیرند (این نوع ماهواره‌ها در مخابرات و هواشناسی کاربرد دارند)

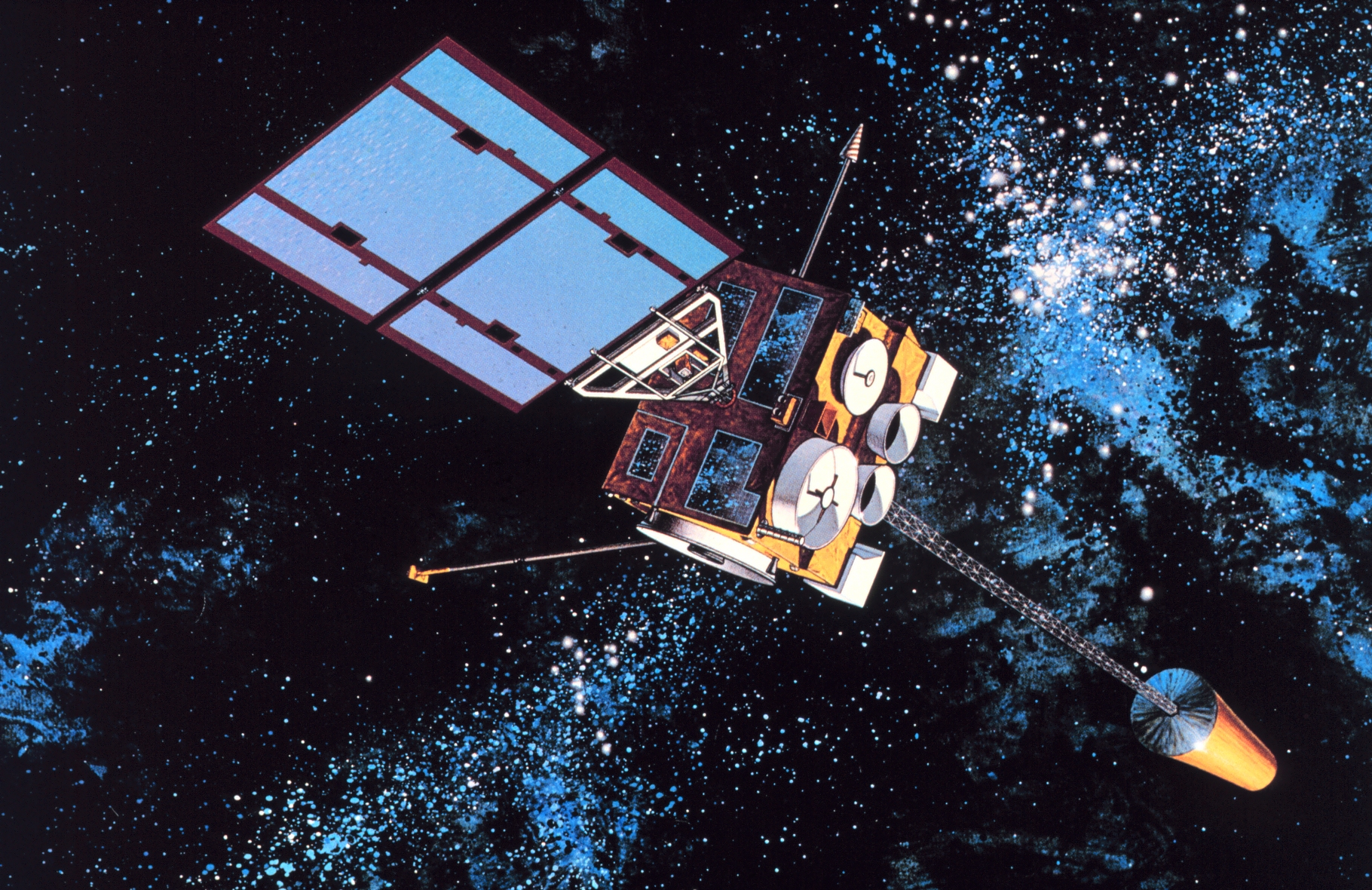
یک ماهوارهٔ هواشناسی آمریکا، GOES-8